# چوزو (بازیکن فوتبال)
چوزو (انگلیسی: Chuzo؛ زادهٔ ۲۸ ژانویهٔ ۱۹۴۰) بازیکن فوتبال اهل اسپانیا است.
از باشگاه‌هایی که در آن بازی کرده‌است می‌توان به باشگاه فوتبال اتلتیکو مادرید اشاره کرد.
وی همچنین در تیم‌های ملی فوتبال زیر ۱۸ سال اسپانیا، Spain B national football team، و اسپانیا بازی کرده‌است.